# Народно читалище „Обзорник – 1927“
Народно читалище „Обзорник-1927“ е читалище в село Голям чардак, община Съединение, област Пловдив.

## История
Читалището е основано през 1927 г., а сградата му е построена с почти доброволен труд през 1936 г. Основатели са Рангел К. Попов, Петър Пенелов, Димитър Самуилов, Станю Кашилски и Стойчо Пенчев..
За ивестно време преди 1990 г. читалището се нарича „Стоил Кашилски“.
През първите години на съществуването си са изнасяни сказки от учителите с научна тематика – произход на Земята, произход на човека. Учителите Пенелов, Попов и Самуилов развиват театрална самодейност, която продължава дълго време. През 1956 г. е създаден танцов колектив, изучаващ местният фолклор. Първият му ръководител е Иван Иванов, а по-късно – Георги Шумански. Музикантите по това време също са местни – гъдуларите Никола Грошев и Георги Чаев, акордеон – Васил Екимов, кавал – Юсеин Юсеинов, тъпан – Емил Дойков. През 1975 г. се сформира голям смесен хор с ръководител Недко Агов. По-късно остава мъжки хор с ръководител Любен Чакалов. Изпълняват се само местни народни песни. През 1976 и 1991 г. на Националния събор в Копривщица местните обичаи „Връзване на брада“, „Правене на пряпорек“, „Бръснене на годеник“ печелят златни медали под ръководството на Найден Найденов.
Към читалището се поддържа общодостъпна библиотека и има обособен кът с етнографска сбирка.